# An zéro : Comment le Luxembourg a disparu
Pour plus de détails, voir Fiche technique et Distribution.

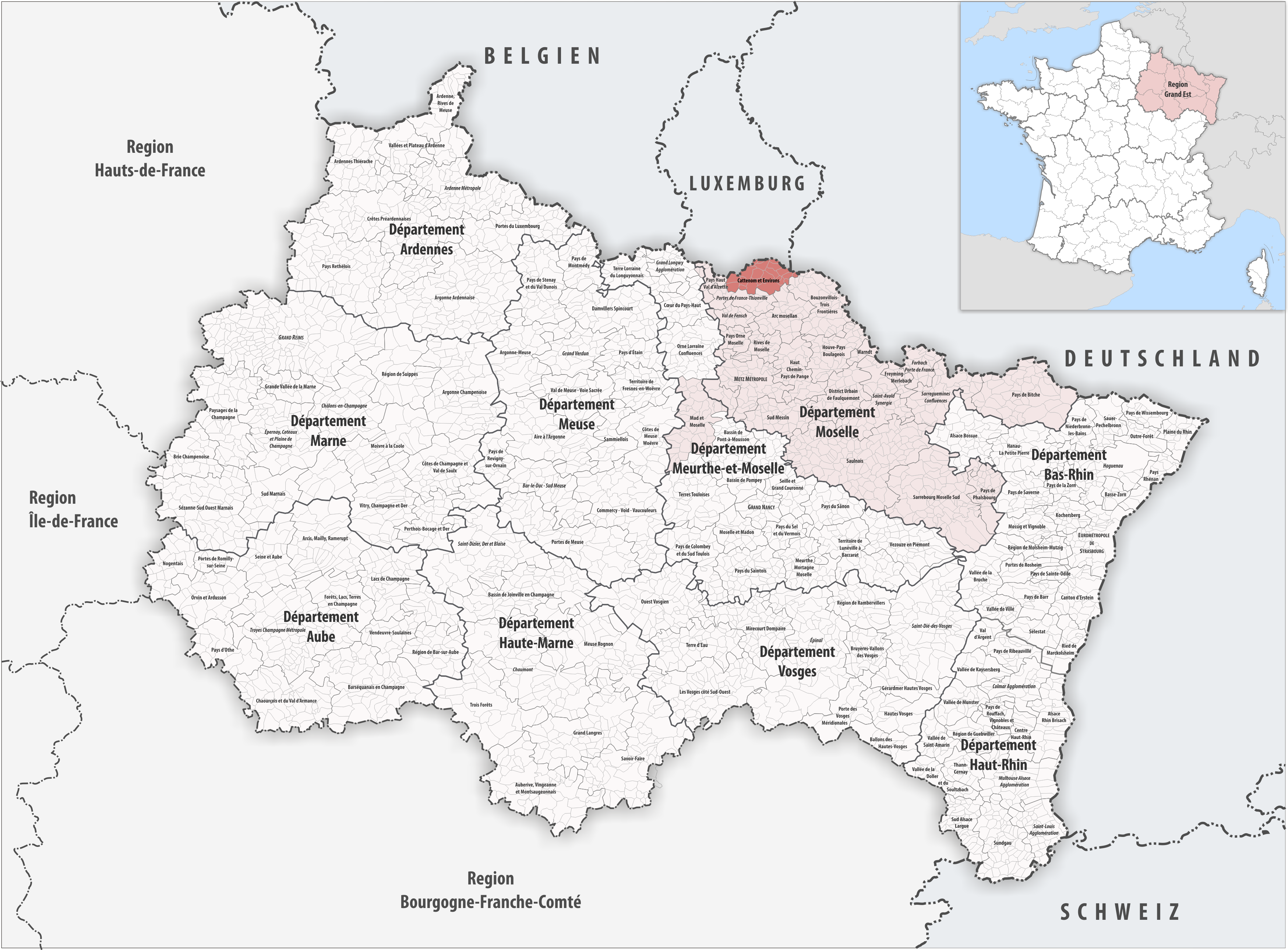
Localisation de la centrale de Cattenom et ses environs.

An zéro : Comment le Luxembourg a disparu est un docufiction luxembourgo-allemand réalisé par Myriam Tonelotto et Julien Becker, sorti en 2021. 
Abordant la question des conséquences notamment sanitaires et économiques d'un accident nucléaire sur le Luxembourg, il a fait l'objet d'une controverse entre les réalisateurs et la société de production.

## Synopsis

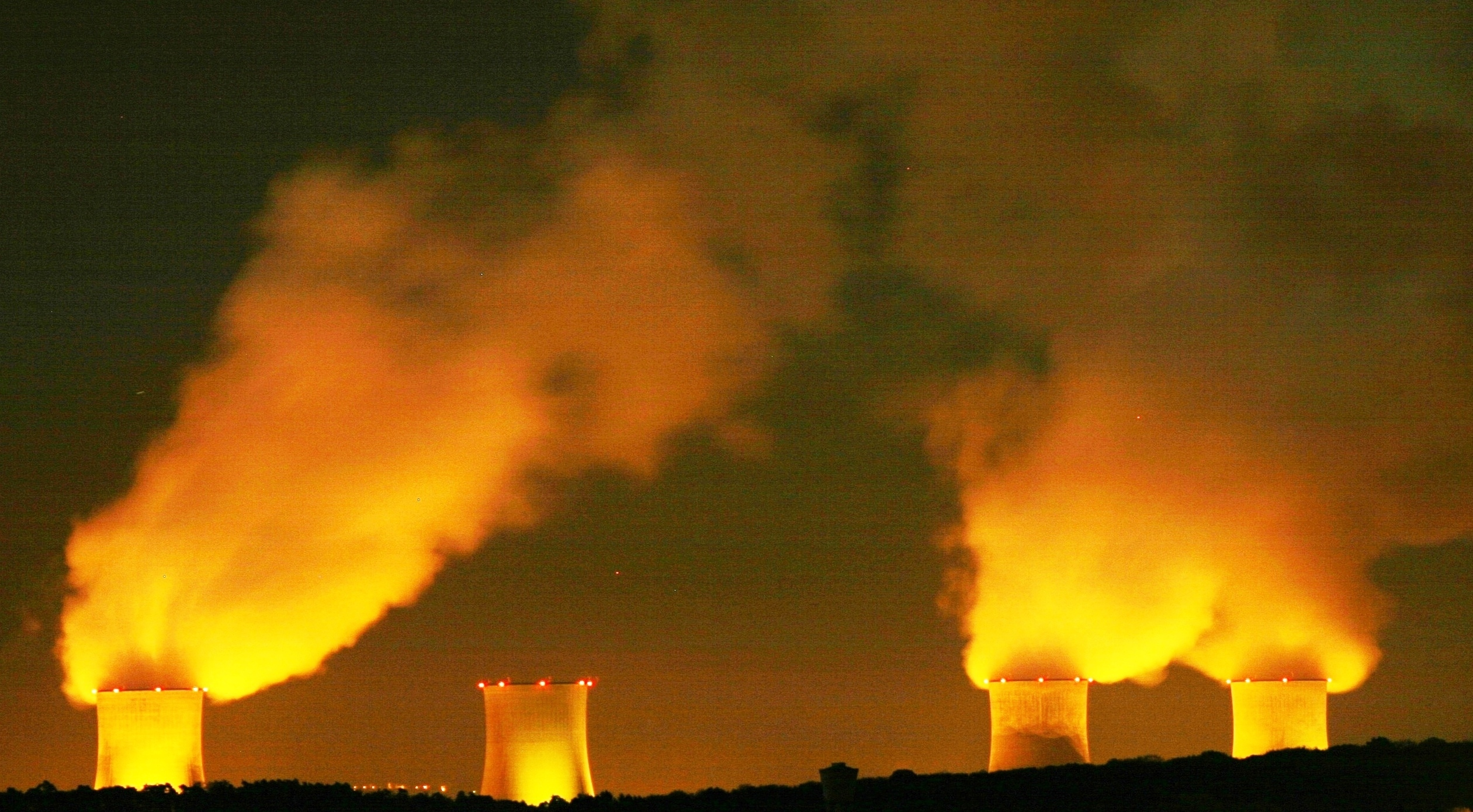
Vapeur d'eau sortant des tours de condensation de la centrale de Cattenom, de nuit.

À la suite d'un incident grave survenu à la centrale nucléaire de Cattenom, le Luxembourg devient entièrement inhabitable du fait de sa proximité avec le lieu de l'accident et de l'exiguïté de son territoire. Les habitants sont alors contraints d'évacuer le pays.
En cas de catastrophe nucléaire, la population du territoire contaminé est évacuée. Mais quid de la perte d’un État tout entier ? De toute une culture, d’une langue parlée uniquement là-bas ? An Zéro raconte la disparition du Luxembourg, menacé par une centrale française à sa frontière : Cattenom. Débâcle environnementale et angoisse sanitaire ne sont que le premier volet d’une catastrophe. An Zéro examine pour la première fois la totalité des conséquences économiques, juridiques, politiques, sociétales, anthropologiques, culturelles et psychologiques d’un accident nucléaire. La part objective de la catastrophe mais aussi l’enchaînement irrationnel qui marque la seconde catastrophe : celle qui naît des décisions prises pour gérer la première.

## Fiche technique
- Titre : An Zéro, comment le Luxembourg a disparu
- Réalisation : Myriam Tonelotto, Julien Becker
- Scénario fiction : Jean Huot, Jonathan Becker
- Scénario et continuité du film : Myriam Tonelotto
- Société de production : Slill Lab
- Genre : documentaire
- Durée version NDR-arte : 85 minutes
- Sortie : 2021[1],[2]

Volets fiction :
- Direction de la photographie : Amandine Klee
- Chef opérateur son : Carlo Thoss
- Montage : Amine Jaber

Volets documentaires :
- Écriture et réalisation : Myriam Tonelotto
- Direction de la photographie : Enzo Riedinger
- Direction artistique : Olmo Riedinger
- Réalisation sonore : Marc Hansmann
- Chef électricien : Nicolas Picart
- Machiniste Luxembourg : Ulysse Charlier
- Machiniste Paris : François Lembrez
- Chef opérateur son : Carlo Thoss
- Chef opératrice son Paris : Céline Bodson
- Maquilleuse : Émilie Franco
- Régisseuse : Justine Thomas
- Assistante de production : Magaly Texeira
- Coordinatrice de Production : Roxanne Peguet
- Directeur de production : Philipp Reimer

## Distribution
Casting des volets fiction : 
- Sophie Mousel : Emma
- Luc Schiltz: Hervé
- Joël Delsaut : Nico
- Fabienne Hollwege : Sonja
- Monique Reuter : Catherine
- Denis Jousselin : Jean-Luc
- Charlotte Sweerts : Julie
- Gaspard Calimente Colla : Théo
- Brigitte Uhrhausen : Kathy
- Colette Kieffer : Nora
- Elsa Rauch : Valérie
- Nilton Martins : Fab

Intervenants des volets documentaires :
- Claude Turmes
- Erna Hennicot-Schoepges
- Pr. Hélène Ruiz Fabri
- Pr. Gérald Bronner
- Pr. Jean-Christophe Weber
- Pr. Pierre Bey
- Me François Zind
- Jean-Marie Brom
- Pr. Chantal Delsol
- Pr. Roland Gori
- Pr. Anne Staquet
- Janine Altounian
- Pascal Saint-Amans
- Jean-Marc Jancovici
- Pr. Matthias Gross
- Pr. Eva Horn
- Carole Dieschbourg
- Jean-Jacques Rommes
- Luc Heuschling
- Bill Wirtz
- Sonja Kmec
- Patrick Majerus
- Michel Feider
- Colonel Raymond Guidat
- Bram Krieps
- Maurits Van Rijckevorsel
- Gilles Trembley
- Simone Beck
- Charles Barthel
- Ady Richard
- Josiane Willems
- Marc Bathelemy

## Sortie
Le film est projeté pour la première fois le 7 mars 2021 dans le cadre du Luxembourg City Film Festival, quelques jours avant le 10e anniversaire de la catastrophe de Fukushima, ce que les producteurs ont souhaité afin de marquer les esprits.

## Réalisation
Tournant en 2020, en pleine première vague de la pandémie de Covid-19, la réalisatrice Myriam Tonelotto doit composer avec les restrictions sanitaires. Elle imagine avec son directeur de la photographie Enzo Riedinger un dispositif inédit de dialogue fictif pour les volets documentaires : les intervenants, interviewés et filmés en des lieux et à des moments différents, semblent s'écouter, s'approuver ou s'interrompre. Ils apparaissent et disparaissent dans un dispositif virtuel par le truchement d'une création en 3D créée par le réalisateur d'animation Olmo Riedinger.

## Controverse
Le film a été désavoué par sa co-réalisatrice, Myriam Tonelotto. Elle dénonce la censure exercée pour des raisons idéologiques par la co-production NDR chargée du suivi du programme pour la chaîne Arte, chaîne publique franco-allemande. Les volets documentaires de ce docu-fiction auraient été réduits de 50 à 30 minutes. Selon la réalisatrice, la version censurée diffusée le 21 avril 2021 sur Arte caricature la problématique luxembourgeoise et colporte une version non-scientifique des conséquences d'un accident nucléaire, sclérosant selon elle ce-faisant tout débat. 
Le producteur et co-réalisateur, Julien Becker, réfute les accusations de censure,. Le projet initial a toujours été de traiter de la possible disparition d'un État européen à la suite d'un accident nucléaire et, selon lui, c'est ce que fait le film. Le processus de co-production avec une chaîne de télévision implique des retours sur le projet qui doivent contractuellement être pris en compte par les réalisateurs et la production. Ainsi, le premier montage présenté à la chaîne a suscité des discussions entre la co-réalisatrice, la production et la chaîne. Toutefois, les prérogatives d'un chargé de programmes n'incluant pas l'imposition de ses opinions personnelles, Myriam Tonelotto refuse de procéder à l'altération informationnelle du film. Elle récuse également les amputations formelles, notamment la suppression des éléments visuels permettant d'alerter le spectateur sur l'aspect fictif des dialogues créés par la réalisatrice entre les intervenants, ainsi que la disparition des transitions visuelles et sonores entre les volets fiction et documentaire permettant l'unité du film. Elle refuse de signer le film de son nom. Le pseudonyme cinématographique Alan Smithee, qui indique un désaccord entre le réalisateur et le remontage de son film, lui ayant été refusé par la production, elle accepte finalement d'apparaître sous le pseudonyme Myriam T. En contrepartie, elle obtient de mettre en ligne sa version des volets documentaires, librement accessibles,.
Après la presse luxembourgeoise, la presse française, ayant eu accès à l'ensemble des échanges entre le réalisatrice et la co-production, a largement rendu compte du différend,,,,.
La question a été portée devant la Chambre des députés du grand-duché et le Premier ministre luxembourgeois, Xavier Bettel, s'est exprimé à ce sujet.